# Iris grant-duffii
Iris grant-duffii är en irisväxtart som beskrevs av John Gilbert Baker. Iris grant-duffii ingår i släktet irisar, och familjen irisväxter. Inga underarter finns listade i Catalogue of Life.

## Bildgalleri

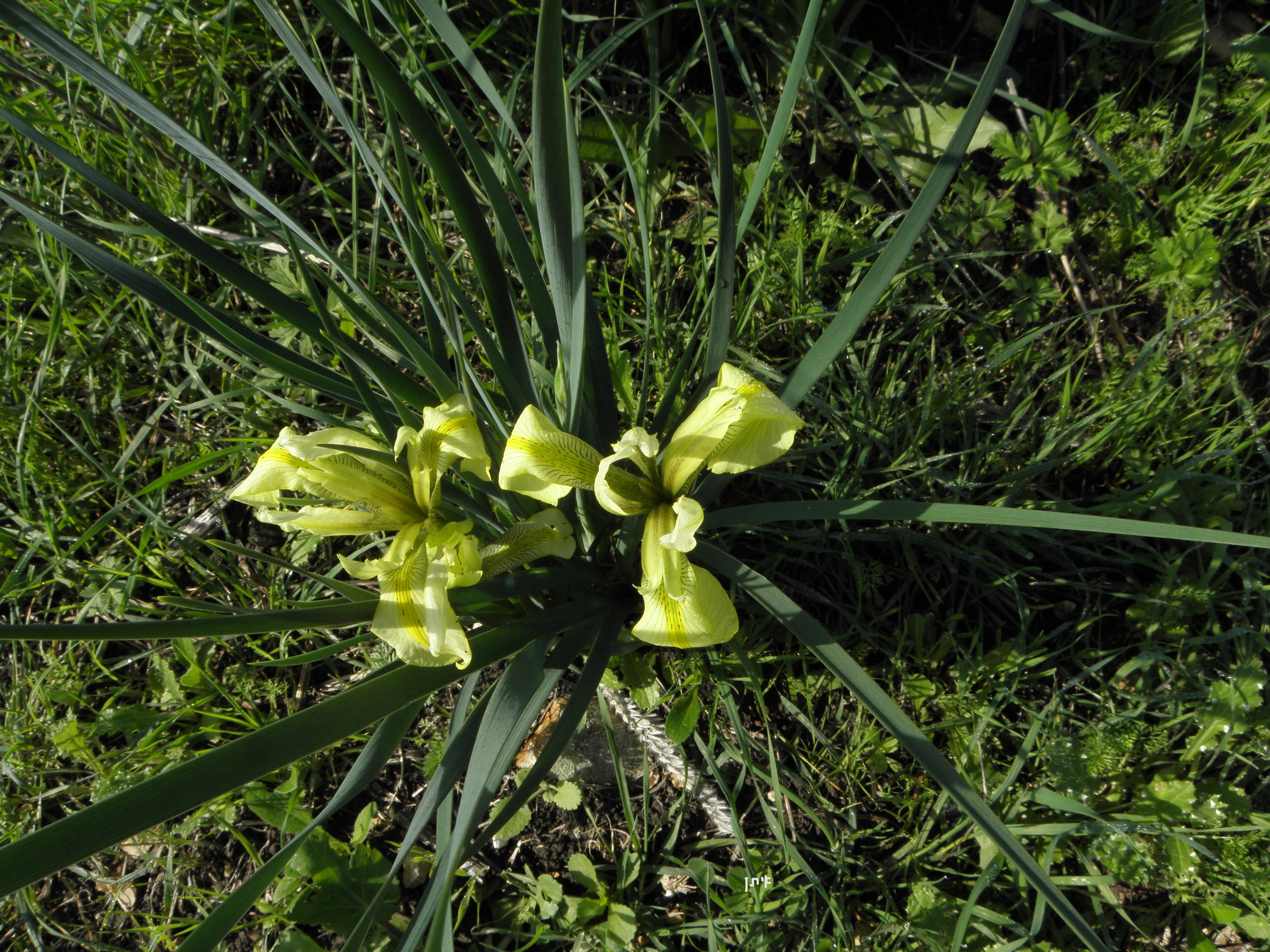
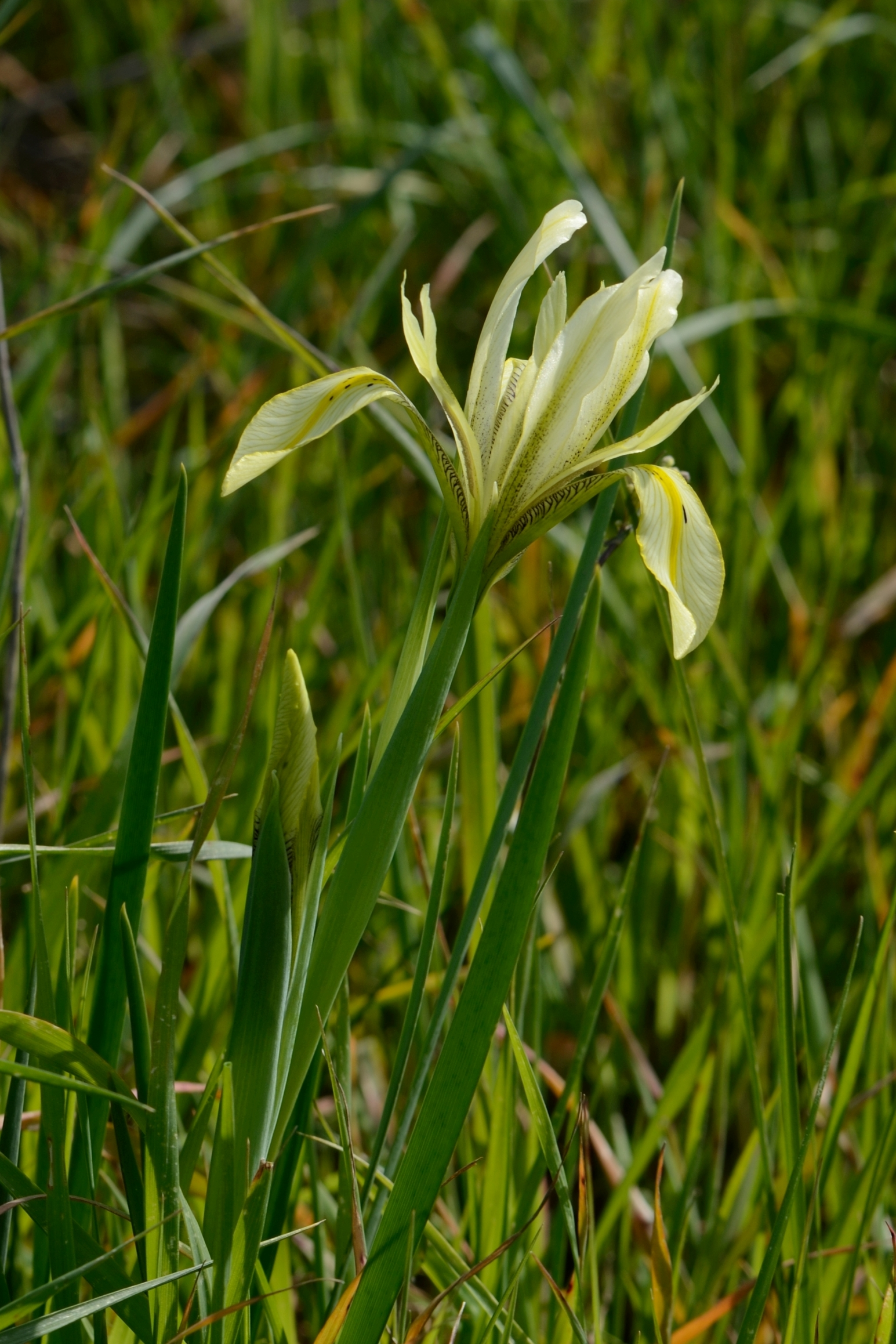